# Collegio di Cowdenbeath and Kirkcaldy
Cowdenbeath and Kirkcaldy è un collegio elettorale scozzese della Camera dei Comuni del Parlamento del Regno Unito. Elegge un membro del Parlamento con il sistema maggioritario a turno unico; rappresentante del collegio, dal 2024, è la laburista Melanie Ward.

## Estensione
Fino al 2024 il collegio era denominato Cowdenbeath and Kirkcaldy.
Sono compresi nel collegio di Cowdenbeath and Kirkcaldy i ward di Aberdour e Burntisland West, Auchtertool e Burntisland East, Ballingry e Lochore, Bennochy e Valley, Cowdenbeath Central, Crosshill e Lochgelly North, Dalgety Bay East, Dalgety Bay West e Hillend, Dunnikier, Dysart e Gallatown, Glebe Park, Pathhead e Sinclairtown, Hayfield e Balsusney, Kelty, Kinghorn e Invertiel, Linktown e Kirkcaldy Central, Lumphinnans e Lochgelly South, Oakfield e Cowdenbeath North, Raith e Longbraes, Smeaton e Overton, Templehall East e Templehall West.
Il collegio confina con i collegi di Ochil and South Perthshire a nord, Dunfermline and West Fife a ovest e Glenrothes ad est.
Insieme a Kirkcaldy e Cowdenbeath, sono comprese nel collegio le città di Burntisland, Dalgety Bay, Dysart, Kelty e Lochgelly e i villaggi di Aberdour, Auchtertool, Ballingry, Crosshill, Glencraig, Kinghorn, Lochore e Lumphinnans.

## Membri del parlamento
Il primo deputato dopo la creazione del collegio nel 2005 fu l'ex Primo Ministro del Regno Unito e Cancelliere dello Scacchiere Gordon Brown, che aveva in precedenza rappresentato il collegio di Dunfermline East dal 1983 al 2005. Alle elezioni generali del 2010 Brown fu rieletto al Parlamento, ma fu sconfitto come Primo Ministro, e si dimise pertanto da leader del Partito Laburista. Annunciò che avrebbe continuato a svolgere la funzione di parlamentare dell'opposizione, e non si ritirò dalla Camera dei Comuni fino alle elezioni del 2015, alle quali non si candidò. In quell'occasione, il Partito Nazionale Scozzese (SNP) vinse il collegio per la prima volta, in linea con la vittoria a valanga avvenuta in Scozia quell'anno.
Nel 2019 Neale Hanvey batté alle elezioni Laird, con un vantaggio di 1.243 voti; Hanvey fu sospeso dal SNP prima delle elezioni per aver utilizzato un linguaggio antisemita in alcuni post sui social media. Nonostante la sospensione dal partito, Hanvey apparve sulle schede elettorali come candidato del SNP, e la sua vittoria viene conteggiata come una vittoria del SNP nei rapporti ufficiali. Sedette come Indipendente, e fu la prima volta che un candidato vinse in un collegio dopo essere stato sospeso dal proprio partito. Venne riammesso al partito il 2 giugno 2020.
| Elezione | Elezione | Deputato     | Partito      |
| -------- | -------- | ------------ | ------------ |
|          | 2005     | Gordon Brown | Laburista    |
|          | 2015     | Roger Mullin | SNP          |
|          | 2017     | Lesley Laird | Laburista    |
|          | 2019     | Neale Hanvey | Indipendente |
|          | 2020     | Neale Hanvey | SNP          |
|          | 2021     | Neale Hanvey | Alba         |
|          | 2024     | Melanie Ward | Laburista    |

## Risultati elettorali

### Elezioni negli anni 2020
| Partito                    | Partito                                  | Candidato                  | Risultati 4 luglio 2024 | Risultati 4 luglio 2024 |
| Partito                    | Partito                                  | Candidato                  | Voti                    | %                       |
| -------------------------- | ---------------------------------------- | -------------------------- | ----------------------- | ----------------------- |
|                            | Laburista                                | Melanie Ward               | 18 662                  | 45,72                   |
|                            | SNP                                      | Lesley Backhouse           | 11 414                  | 27,97                   |
|                            | Conservatore                             | Johnathan Gray             | 3 203                   | 7,85                    |
|                            | Reform UK                                | Sonia Davidson             | 3 128                   | 7,66                    |
|                            | Lib Dem                                  | Fraser Graham              | 1 593                   | 3,90                    |
|                            | Verdi                                    | Mags Hall                  | 1 556                   | 3,81                    |
|                            | Alba                                     | Neale Hanvey               | 1 132                   | 2,77                    |
|                            | Libertario                               | Calum Paul                 | 126                     | 0,31                    |
|                            |                                          |                            |                         |                         |
| Iscritti                   | Iscritti                                 | Iscritti                   | 71 845                  | 100,00                  |
| ↳ Votanti (% su iscritti)  | ↳ Votanti (% su iscritti)                | ↳ Votanti (% su iscritti)  | 40 814                  | 56,81                   |
| ↳ Astenuti (% su iscritti) | ↳ Astenuti (% su iscritti)               | ↳ Astenuti (% su iscritti) | 31 031                  | 43,19                   |
|                            |                                          |                            |                         |                         |
|                            | Esito: collegio passa da SNP a Laburista |                            |                         |                         |

### Elezioni negli anni 2010
| Partito                    | Partito                                  | Candidato                  | Risultati 12 dicembre 2019 | Risultati 12 dicembre 2019 |
| Partito                    | Partito                                  | Candidato                  | Voti                       | %                          |
| -------------------------- | ---------------------------------------- | -------------------------- | -------------------------- | -------------------------- |
|                            | SNP                                      | Neale Hanvey               | 16 568                     | 35,25                      |
|                            | Laburista                                | Lesley Laird               | 15 325                     | 32,60                      |
|                            | Conservatore                             | Kathleen Leslie            | 9 449                      | 20,10                      |
|                            | Lib Dem                                  | Gillian Cole-Hamilton      | 2 903                      | 6,18                       |
|                            | Verdi                                    | Scott Rutherford           | 1 628                      | 3,46                       |
|                            | Brexit                                   | Mitch William              | 1 132                      | 2,41                       |
|                            |                                          |                            |                            |                            |
| Iscritti                   | Iscritti                                 | Iscritti                   | 72 853                     | 100,00                     |
| ↳ Votanti (% su iscritti)  | ↳ Votanti (% su iscritti)                | ↳ Votanti (% su iscritti)  | 47 005                     | 64,52                      |
| ↳ Astenuti (% su iscritti) | ↳ Astenuti (% su iscritti)               | ↳ Astenuti (% su iscritti) | 25 848                     | 35,48                      |
|                            |                                          |                            |                            |                            |
|                            | Esito: collegio passa da Laburista a SNP |                            |                            |                            |

| Partito                    | Partito                                  | Candidato                  | Risultati 8 giugno 2017 | Risultati 8 giugno 2017 |
| Partito                    | Partito                                  | Candidato                  | Voti                    | %                       |
| -------------------------- | ---------------------------------------- | -------------------------- | ----------------------- | ----------------------- |
|                            | Laburista                                | Lesley Laird               | 17 016                  | 36,84                   |
|                            | SNP                                      | Roger Mullin               | 16 757                  | 36,28                   |
|                            | Conservatore                             | Dave Dempsey               | 10 762                  | 23,30                   |
|                            | Lib Dem                                  | Malcolm Wood               | 1 118                   | 2,42                    |
|                            | UKIP                                     | David Coburn               | 540                     | 1,17                    |
|                            |                                          |                            |                         |                         |
| Iscritti                   | Iscritti                                 | Iscritti                   | 72 744                  | 100,00                  |
| ↳ Votanti (% su iscritti)  | ↳ Votanti (% su iscritti)                | ↳ Votanti (% su iscritti)  | 46 193                  | 63,50                   |
| ↳ Astenuti (% su iscritti) | ↳ Astenuti (% su iscritti)               | ↳ Astenuti (% su iscritti) | 26 551                  | 36,50                   |
|                            |                                          |                            |                         |                         |
|                            | Esito: collegio passa da SNP a Laburista |                            |                         |                         |

| Partito                    | Partito                                  | Candidato                  | Risultati 7 maggio 2015 | Risultati 7 maggio 2015 |
| Partito                    | Partito                                  | Candidato                  | Voti                    | %                       |
| -------------------------- | ---------------------------------------- | -------------------------- | ----------------------- | ----------------------- |
|                            | SNP                                      | Roger Mullin               | 27 628                  | 52,23                   |
|                            | Laburista                                | Kenny Selbie               | 17 654                  | 33,38                   |
|                            | Conservatore                             | Dave Dempsey               | 5 223                   | 9,87                    |
|                            | UKIP                                     | Jack Neill                 | 1 237                   | 2,34                    |
|                            | Lib Dem                                  | Callum Leslie              | 1 150                   | 2,17                    |
|                            |                                          |                            |                         |                         |
| Iscritti                   | Iscritti                                 | Iscritti                   | 75 994                  | 100,00                  |
| ↳ Votanti (% su iscritti)  | ↳ Votanti (% su iscritti)                | ↳ Votanti (% su iscritti)  | 52 892                  | 69,60                   |
| ↳ Astenuti (% su iscritti) | ↳ Astenuti (% su iscritti)               | ↳ Astenuti (% su iscritti) | 23 102                  | 30,40                   |
|                            |                                          |                            |                         |                         |
|                            | Esito: collegio passa da Laburista a SNP |                            |                         |                         |

| Partito                    | Partito                                | Candidato                  | Risultati 6 maggio 2010 | Risultati 6 maggio 2010 |
| Partito                    | Partito                                | Candidato                  | Voti                    | %                       |
| -------------------------- | -------------------------------------- | -------------------------- | ----------------------- | ----------------------- |
|                            | Laburista                              | Gordon Brown               | 29 559                  | 64,54                   |
|                            | SNP                                    | Douglas Chapman            | 6 550                   | 14,30                   |
|                            | Lib Dem                                | John Mainland              | 4 269                   | 9,32                    |
|                            | Conservatore                           | Lindsay Paterson           | 4 258                   | 9,30                    |
|                            | UKIP                                   | Peter Adams                | 760                     | 1,66                    |
|                            | Indipendente                           | Susan Archibald            | 184                     | 0,40                    |
|                            | Indipendente                           | Donald MacLaren            | 165                     | 0,36                    |
|                            | Land Party                             | Derek Jackson              | 57                      | 0,12                    |
|                            |                                        |                            |                         |                         |
| Iscritti                   | Iscritti                               | Iscritti                   | 73 636                  | 100,00                  |
| ↳ Votanti (% su iscritti)  | ↳ Votanti (% su iscritti)              | ↳ Votanti (% su iscritti)  | 45 802                  | 62,20                   |
| ↳ Astenuti (% su iscritti) | ↳ Astenuti (% su iscritti)             | ↳ Astenuti (% su iscritti) | 27 834                  | 37,80                   |
|                            |                                        |                            |                         |                         |
|                            | Esito: collegio confermato a Laburista |                            |                         |                         |

### Elezioni negli anni 2000
| Partito                    | Partito                                      | Candidato                  | Risultati 5 maggio 2005 | Risultati 5 maggio 2005 |
| Partito                    | Partito                                      | Candidato                  | Voti                    | %                       |
| -------------------------- | -------------------------------------------- | -------------------------- | ----------------------- | ----------------------- |
|                            | Laburista                                    | Gordon Brown               | 24 278                  | 58,09                   |
|                            | SNP                                          | Alan Bath                  | 6 062                   | 14,50                   |
|                            | Lib Dem                                      | Alex Cole-Hamilton         | 5 450                   | 13,04                   |
|                            | Conservatore                                 | Stuart Randall             | 4 308                   | 10,31                   |
|                            | Socialista                                   | Steve West                 | 666                     | 1,59                    |
|                            | UKIP                                         | Peter Adams                | 516                     | 1,23                    |
|                            | Scottish Senior Citizens                     | James Parker               | 425                     | 1,02                    |
|                            | Indipendente                                 | Elizabeth Kwantes          | 47                      | 0,11                    |
|                            | Indipendente                                 | Pat Sargent                | 44                      | 0,11                    |
|                            |                                              |                            |                         |                         |
| Iscritti                   | Iscritti                                     | Iscritti                   | 71 568                  | 100,00                  |
| ↳ Votanti (% su iscritti)  | ↳ Votanti (% su iscritti)                    | ↳ Votanti (% su iscritti)  | 41 796                  | 58,40                   |
| ↳ Astenuti (% su iscritti) | ↳ Astenuti (% su iscritti)                   | ↳ Astenuti (% su iscritti) | 29 772                  | 41,60                   |
|                            |                                              |                            |                         |                         |
|                            | Esito: collegio a Laburista (nuovo collegio) |                            |                         |                         |

## Risultati dei referendum

### Referendum sulla permanenza del Regno Unito nell'Unione europea del 2016
|        | Collegio                  | Lasciare UE % | Rimanere in UE % |
| ------ | ------------------------- | ------------- | ---------------- |
|        | Kirkcaldy and Cowdenbeath | 41,6%         | 58,4%            |
| Scozia | 38,0%                     | 62,0%         |                  |
|        | Regno Unito               | 51,9%         | 48,1%            |